# John Gibson Smith
John Gibson Smith fue un poeta británico.  Ha sido originario de Innerleithen, una pequeña población cerca de Peebles, en el sur de Escocia. En 1834 se trasladó a Ednam como maestro de escuela.
Fue un aplicado jardinero y escribió sobre todo lo que veía. Por ejemplo, su clásico The Old Churchyard ("El viejo cementerio") ocupa 240 páginas.
Renunció a su puesto de maestro en Ednam para emigrar a Nueva Zelanda con su familia, donde murió.
- Datos: Q527126